# 시티 오브 라이즈
《시티 오브 라이즈》(영어: City of Lies)는 미국과 영국에서 제작된 브래드 퍼먼 감독의 2018년 범죄 스릴러 영화이다. 투팍 셔쿠어와 노토리어스 B.I.G.의 피살 사건 조사를 소재로 삼았다. 조니 뎁, 포리스트 휘터커 등이 출연하였다.

## 출연
- 조니 뎁
- 포리스트 휘터커
- 록먼드 던바
- 닐 브라운 주니어
- 잰더 버클리
- 셰이 위검
- 윈 에버렛
- 토비 허스
- 루이스 허섬
- 셔미어 앤더슨
- 조지프 퍼란테이
- 데이턴 캘리
- 키스 새러바이카
- 피터 그린
- 마이클 퍼레이
- 글렌 플러머
- 케빈 채프먼
- 오바 바바툰데
- 킬러 마이크

## 기타 제작진
- 총괄 제작: 제프리 콘비츠, 패트릭 뉴얼
- 미술: 클레이 A. 그리피스
- 의상: 데니즈 윈게이트